# Vattrång
Vattrång (äldre stavning Wattrång) är en by och småort i Harmånger socken i Nordanstigs kommun.
Vattrång ligger längs E4 20 kilometer norr om Hudiksvall och 3 kilometer söder om Harmånger. Vattrångsån rinner igenom byn och mynnar ut i sjön Harsjön.

## Historia
Vattrång är en gammal by som fungerat som anhalt och rastställe för resande på Nordanstigen (nuvarande E4) sedan urminnes tider.
Bland sevärdheter kan nämnas ett närbeläget gravfält med en imponerande stensättning från järnåldern. Här fanns från 1896 en järnvägsstation längs Norra Hälsinglands Järnväg (Hudiksvall-Bergsjö).

### Befolkningsutveckling
| Befolkningsutvecklingen i Vattrång 1960–2015                     | Befolkningsutvecklingen i Vattrång 1960–2015 | Befolkningsutvecklingen i Vattrång 1960–2015 | Befolkningsutvecklingen i Vattrång 1960–2015 | Befolkningsutvecklingen i Vattrång 1960–2015 |
| ---------------------------------------------------------------- | -------------------------------------------- | -------------------------------------------- | -------------------------------------------- | -------------------------------------------- |
|                                                                  |                                              |                                              |                                              |                                              |
| År                                                               |                                              |                                              | Folkmängd                                    | Areal (ha)                                   |
| 1960                                                             | 1960                                         |                                              | 167                                          | ¤                                            |
| 1990                                                             | 1990                                         |                                              | 116                                          | 35#                                          |
| 1995                                                             | 1995                                         |                                              | 114                                          | 38#                                          |
| 2000                                                             | 2000                                         |                                              | 111                                          | 37#                                          |
| 2005                                                             | 2005                                         |                                              | 106                                          | 38#                                          |
| 2010                                                             | 2010                                         |                                              | 118                                          | 38#                                          |
| 2015                                                             | 2015                                         |                                              | 96                                           | 42#                                          |
| Anm.: ¤ Som tätortsbebyggelse med 150-199 invånare # Som småort. |                                              |                                              |                                              |                                              |

## Samhället
I Vattrång finns en kungsgård samt en del kulturbyggnader och en gammal stenbro.

## Näringsliv
Här finns verksamheter som bland annat jordbruk, skogsbruk, snickeri, mekanisk verkstad, billackering / bilplåtslageri, krukmakeri och hästuppfödning.

## Personer från orten
I Vattrång har många idrottsutövare sina rötter. Olympiske skidguldmedaljören och världsmästaren Eero Mäntyranta bodde i här som krigsbarn. Arne Jägmo, svensk skidförbundsordförande, växte upp i här. Hälsinglands främste fotbollstränare, Per Lindberg, är också Vattrångsbo.
Adelsätten Wattrang har sitt namn efter byn.